# Gmina Sulęczyno
Die Gmina Sulęczyno [sulɛnˈtʃɨnɔ] ist eine Landgemeinde im Powiat Kartuski der Woiwodschaft Pommern in Polen. Ihr Sitz ist das gleichnamige Dorf (deutsch Sullenschin bzw. Sullenczin, kaschubisch Sëlëczëno) mit mehr als 1400 Einwohnern.

## Geographie
Die Gemeinde liegt in der pommerellischen Kaschubei, im ehemaligen Westpreußen, etwa 15 Kilometer nordwestlich von Kościerzyna (Berent) und 60 Kilometer westlich von Gdynia (Gdingen) und Danzig.
Das Umland ist ein in der Eiszeit entstandenen Moränengebiet mit einer stark ausgeprägten Hügellandschaft, Heide-Vegetation und zahlreichen Seen.

## Gliederung
Zur Landgemeinde Sulęczyno gehören folgende Ortschaften:
| Polnischer Name | Kaschubischer Name | Deutscher Name                         |
| --------------- | ------------------ | -------------------------------------- |
| Amalka          | Amalka             | Amalienthal (1942–45 Amaliental)       |
| Bielawki        |                    | Bielawken (1942–45 Bihlaken)           |
| Borek           |                    | Borrek (1942–45 Bärbusch)              |
| Borek Kamienny  |                    | Borreck (1942–45 Börken)               |
| Borowiec        | Bòrowc             | Borowiec (1942–45 Borwiese)            |
| Bukowa Góra     | Bùkòwô Gòra        | Bukowagorra (1942–45 Eichenberg)       |
| Chojna          | Chòjna             | Choina (1942–45 Kieferntal)            |
| Czarlino        | Czierlëno          | Czarlin (1942–45 Scherlein)            |
| Kistówko        |                    | Abbau Buchenfelde (bis 1905 Kistowken) |
| Kistowo         |                    | Buchenfelde (bis 1880 Kystowo)         |
| Kłodno          | Kłodnò             | Kloden                                 |
| Kołodzieje      |                    | Kolodzeye                              |
| Mściszewice     | Mcëszéwice         | Mischischewitz (1942–45 Mischütz)      |
| Nowy Dwór       | Nowë Dwòr          | Klein Neuhof                           |
| Ogonki          |                    | Ogonken (1942–45 Gonken)               |
| Opoka           | Opokô              |                                        |
| Ostrowite       |                    | Ostrowitt (1942–45 Oswitt)             |
| Ostrów-Mausz    | Maùszewsczi Òstrów | Mauschwerder (bis 1912 Ostrow-Mausch)  |
| Podjazy         | Pòdjazë            | Podjaß (1942–45 Jassen)                |
| Sucha           |                    | Friedrichsthal (1942–45 Friedrichstal) |
| Sulecki Borek   | Sëlëcczi Bòrek     |                                        |
| Sulęczyno       | Sëlëczëno          | Sullenschin                            |
| Węsiory         | Wãsórë             | Wensiorry (1942–45 Wensern)            |
| Widna Góra      | Widnô Gòra         | Widno Gora                             |
| Wydmuchowo      |                    | Wilhelmshöhe                           |
| Żakowo          |                    | Schakau                                |
| Zdunowice       |                    | Sdunowitz (1942–45 Tunwald)            |
| Zdunowice Małe  |                    | Klein Sdunowitz (1942–45 Kleintunwald) |
| Zimna Góra      | Zimnô Górô         |                                        |

## Wirtschaft
Durch Sulęczyno führt die Woiwodschaftsstraße 228 von Kartuzy (Karthaus) nach Bytów (Bütow).